# إيفيجينيو فافيير
إيفيجينيو فافيير (مواليد 26 مارس 1959) هو مبارز بالسيف كوبي، مثّل بلاده في الألعاب الأولمبية الصيفية 1980.

## روابط خارجية
إيفيجينيو فافيير على موقع أوليمبيديا (الإنجليزية)